# Список млекопитающих Волгоградской области
Список млекопитающих Волгоградской области включает около 68 видов, большая часть которых принадлежит к отряду грызунов.

## ОтрядГрызуны(Rodentia)

### СемействоБеличьи(Sciuridae)
- Род Белки (Sciurus)

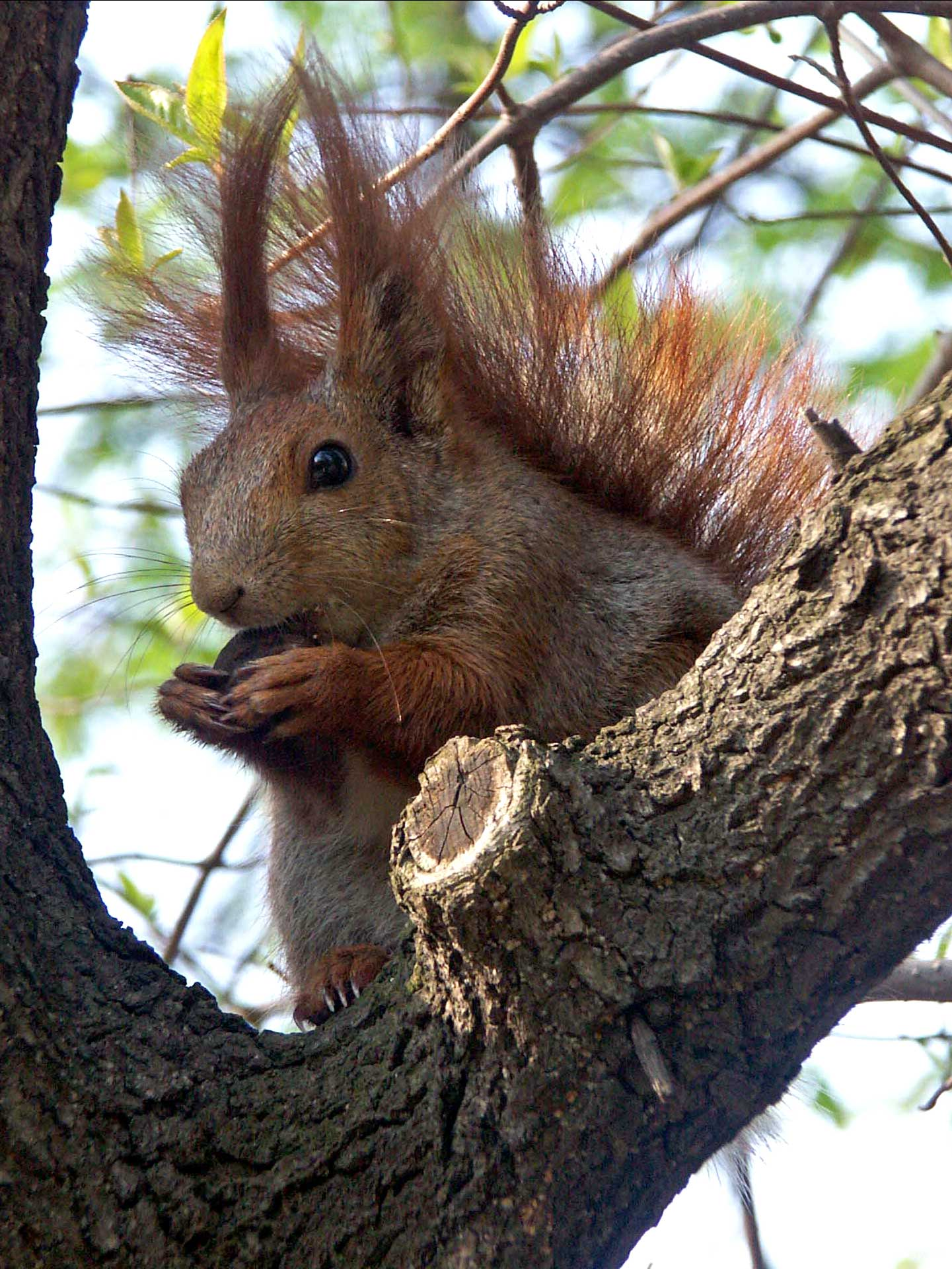
Обыкновенная белка

  - Обыкновенная белка (Sciurus vulgaris)[1]
- Род Суслики (Spermophilus)
  - Жёлтый суслик, или суслик-песчаник (Spermophilus fulvus)[1]
  - Малый суслик (Spermophilus pygmaeus)
  - Крапчатый суслик (Spermophilus suslicus)
- Род Сурки (Marmota)
  - Сурок-байбак, или степной сурок (Marmota bobak)

### СемействоСоневые(Gliridae)
- Род Лесные сони (Dryomys)
  - Лесная соня (Dryomys nitedula)[1]
- Род Сони-полчки (Glis)

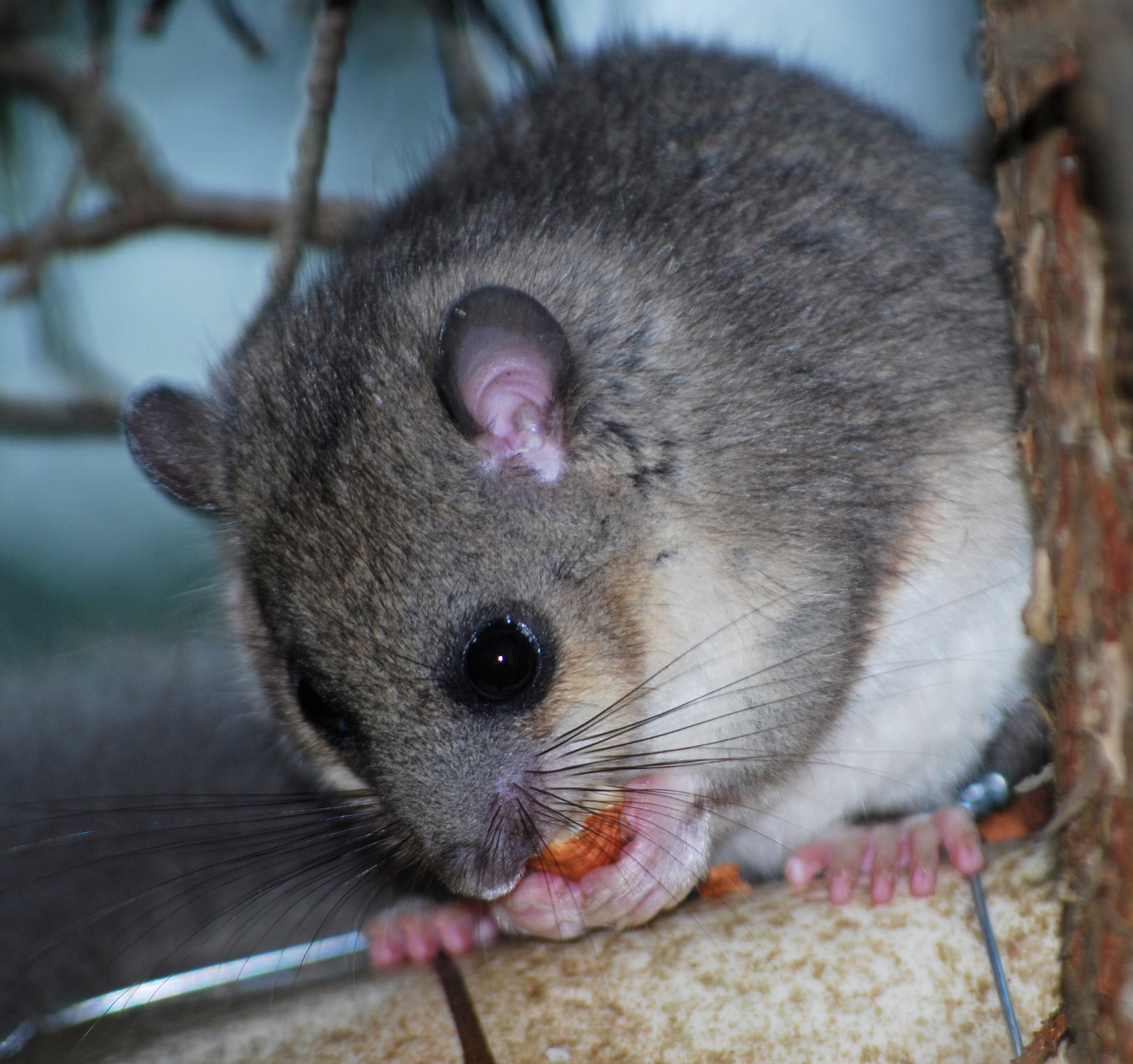
Соня-полчок

  - Соня-полчок (Glis glis, син. Myoxus glis)

### СемействоБобровые(Castoridae)
- Род Бобры (Castor)
  - Обыкновенный, или речной, бобр (Castor fiber)

### СемействоМышовковые(Sminthidae)
- Род Мышовки (Sicista)
  - Степная мышовка (Sicista subtilis)

### СемействоПятипалые тушканчики(Allactagidae)
- Род Земляные зайцы, или Тушканчики (Allactaga)
  - Большой тушканчик, или земляной заяц (Allactaga major)[1].
- Род Тарбаганчики, или Толстохвостые тушканчики (Pygerethmus)
  - Тарбаганчик (Pygeretmus pumilio)[1]

### СемействоТрёхпалые тушканчики(Dipodidae)
- Род Мохноногие тушканчики (Dipus)
  - Мохноногий тушканчик (Dipus sagitta)
- Род Емуранчики (Scirtopoda)
  - Обыкновенный емуранчик (Stylodipus telum; син. Scirtopoda telum)[1]

### СемействоСлепышовые(Spalacidae)
- Род Слепыши (Spalax)
  - Обыкновенный слепыш (Spalax microphthalmus)

### СемействоХомяковые(Cricetidae)
- Род Серые хомячки (Cricetulus)
  - Серый хомячок (Cricetulus migratorius)
- Род Обыкновенные хомяки (Cricetus)
  - Обыкновенный хомяк (Cricetus cricetus)
- Род Слепушонки (Ellobius)
  - Обыкновенная слепушонка (Ellobius talpinus)
- Род Степные пеструшки (Lagurus)
  - Степная пеструшка (Lagurus lagurus)
- Род Ондатры (Ondatra)

- - Ондатра (Ondatra zibethicus)
- Род Водяные полёвки (Arvicola)

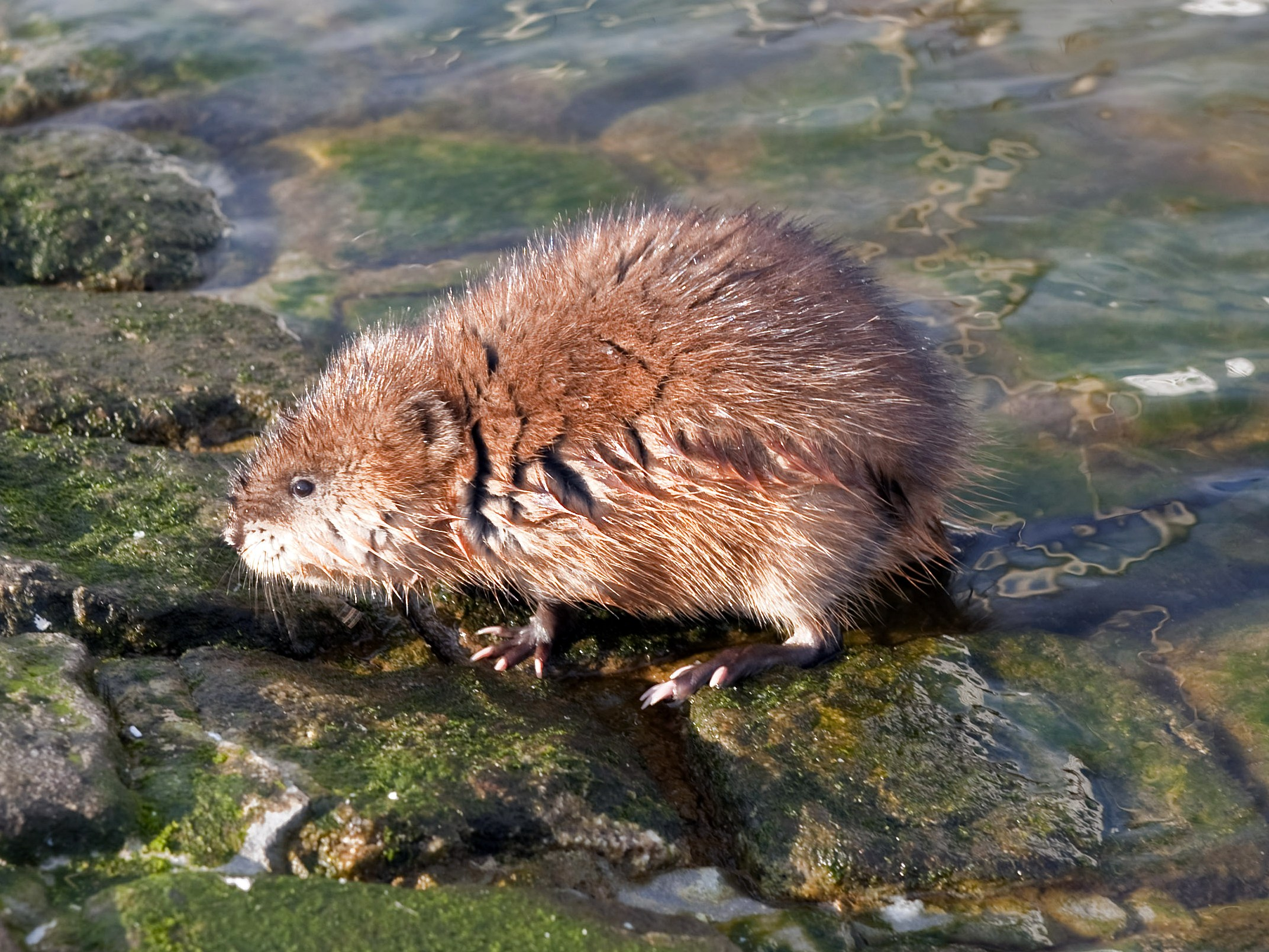
Ондатра

  - Водяная полёвка (Arvicola terrestris)[1]
- Род Лесные полёвки (Myodes)
  - Рыжая, или рыжая европейская, полёвка (Myodes glareolus; син. Clethrionomys glareolus)
- Род Серые полёвки (Microtus)
  - Общественная полёвка (Microtus socialis) 
  - Обыкновенная полёвка (Microtus arvalis)

### СемействоМышиные(Muridae)
- Род Мыши-малютки (Micromys)
  - Мышь-малютка (Micromys minutus)[1]
- Род Восточные мыши (Apodemus)
  - Полевая мышь (Apodemus agrarius)
- Род Лесные мыши (Sylvaemus)
  - Лесная, малая лесная, мышь (Sylvaemus uralensis; син. Sylvaemus sylvaticus uralensis)
  - Желтогорлая мышь (Sylvaemus flavicollis; син. Apodemus flavicollis)
- Род Домовые мыши (Mus)
  - Домовая мышь (Mus musculus; син. Mus domesticus)
- Род Крысы (Rattus)
  - Серая крыса (Rattus norvegicus)

## ОтрядЗайцеобразные(Lagomorpha)

### СемействоЗайцевые(Leporidae)

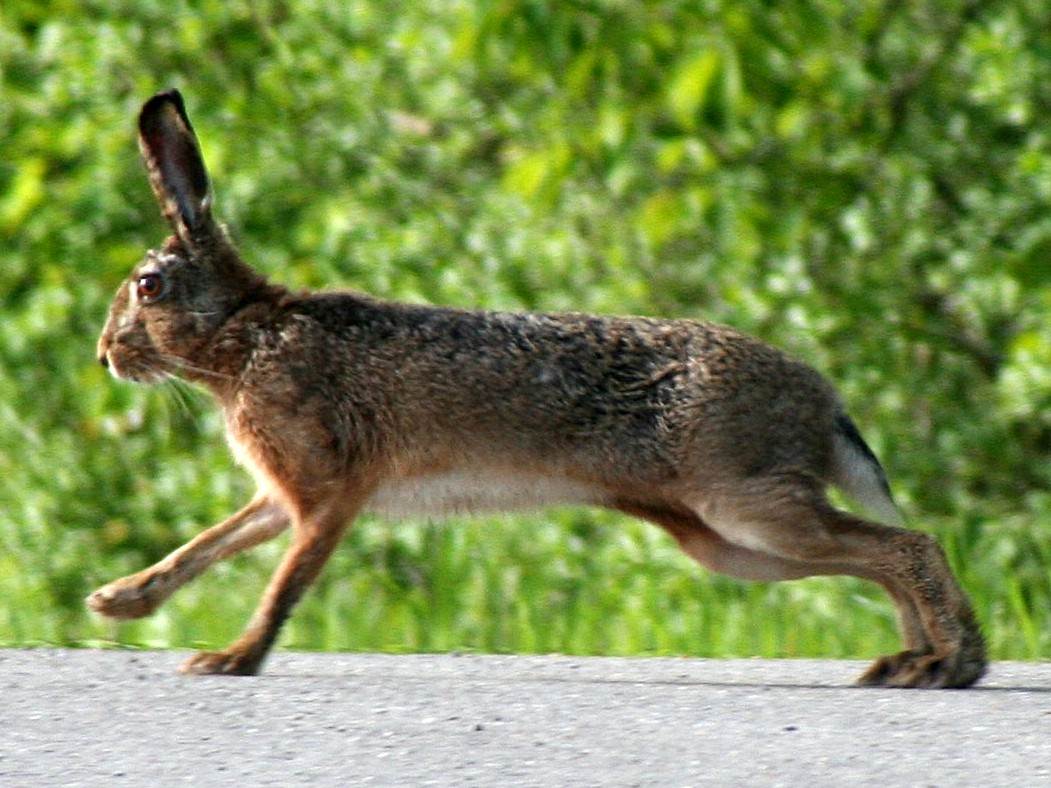
Заяц-русак

- Род Зайцы (Lepus)
  - Заяц-русак (Lepus europaeus)
  - Заяц-беляк (Lepus timidus)[1][2].

### СемействоПищуховые(Ochotonidae)
- Род Пищухи, или сеноставки (Ochotona)
  - Малая пищуха, или степная пищуха (Ochotona pusilla)[3]

## Отряд Насекомоядные (Eulipotyphla)

### Подотряд Ежеобразные (Erinaceomorpha)
- Род Обыкновенные ежи (Erinaceus)
  - Белогрудый, или белобрюхий, или восточноевропейский, ёж (Erinaceus concolor)
- Род Ушастые ежи (Hemiechinus)
  - Ушастый ёж (Hemiechinus auritus)[1]

### ПодотрядЗемлеройкообразные(Soricomorpha)
- Род Русские выхухоли (Desmana)
  - Русская выхухоль (Desmana moschata)
- Род Белозубки (Crocidura)
  - Белобрюхая белозубка (Crocidura leucodon) 
  - Малая белозубка (Crocidura suaveolens)
- Род Бурозубки (Sorex)
  - Обыкновенная бурозубка (Sorex araneus)[1]
- Род Куторы (Neomys)
  - Обыкновенная, или водяная, кутора (Neomys fodiens)[1]

## ОтрядРукокрылые(Chiroptera)

### СемействоГладконосые(Vespertilionidae)
- Род Ночницы (Myotis)
  - Водяная ночница, или ночница Добантона (Myotis daubentoni; син. Myotis abei)
- Род Нетопыри (Pipistrellus)
  - Лесной нетопырь, или нетопырь Натузиуса (Pipistrellus nathusii)[1]
- Род Ушаны (Plecotus)
  - Бурый ушан (Plecotus auritus)
- Род Вечерницы (Nyctalus)

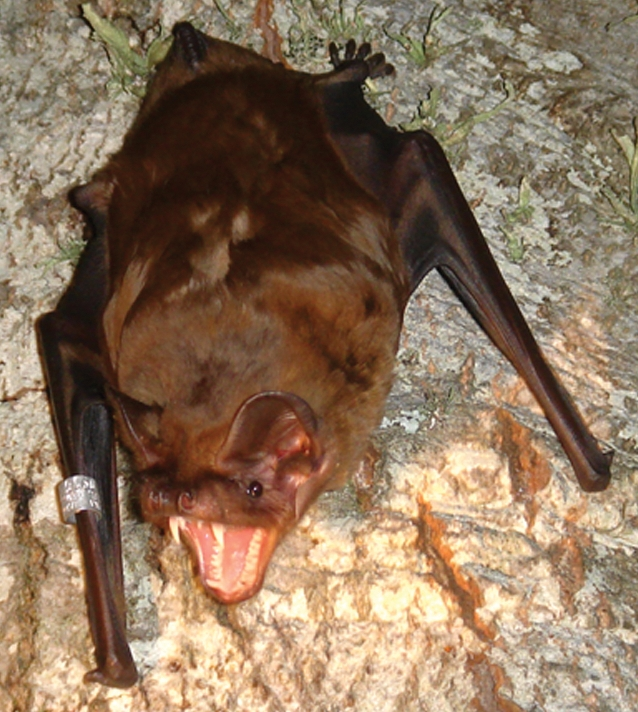
Гигантская вечерница

- - Гигантская вечерница (Nyctalus lasiopterus)
  - Рыжая вечерница (Nyctalus noctula)
- Род Двухцветные кожаны (Vespertilio)
  - Двухцветный кожан (Vespertilio murinus)[1]

## ОтрядХищные(Carnivora)

### СемействоПсовые(Canidae)

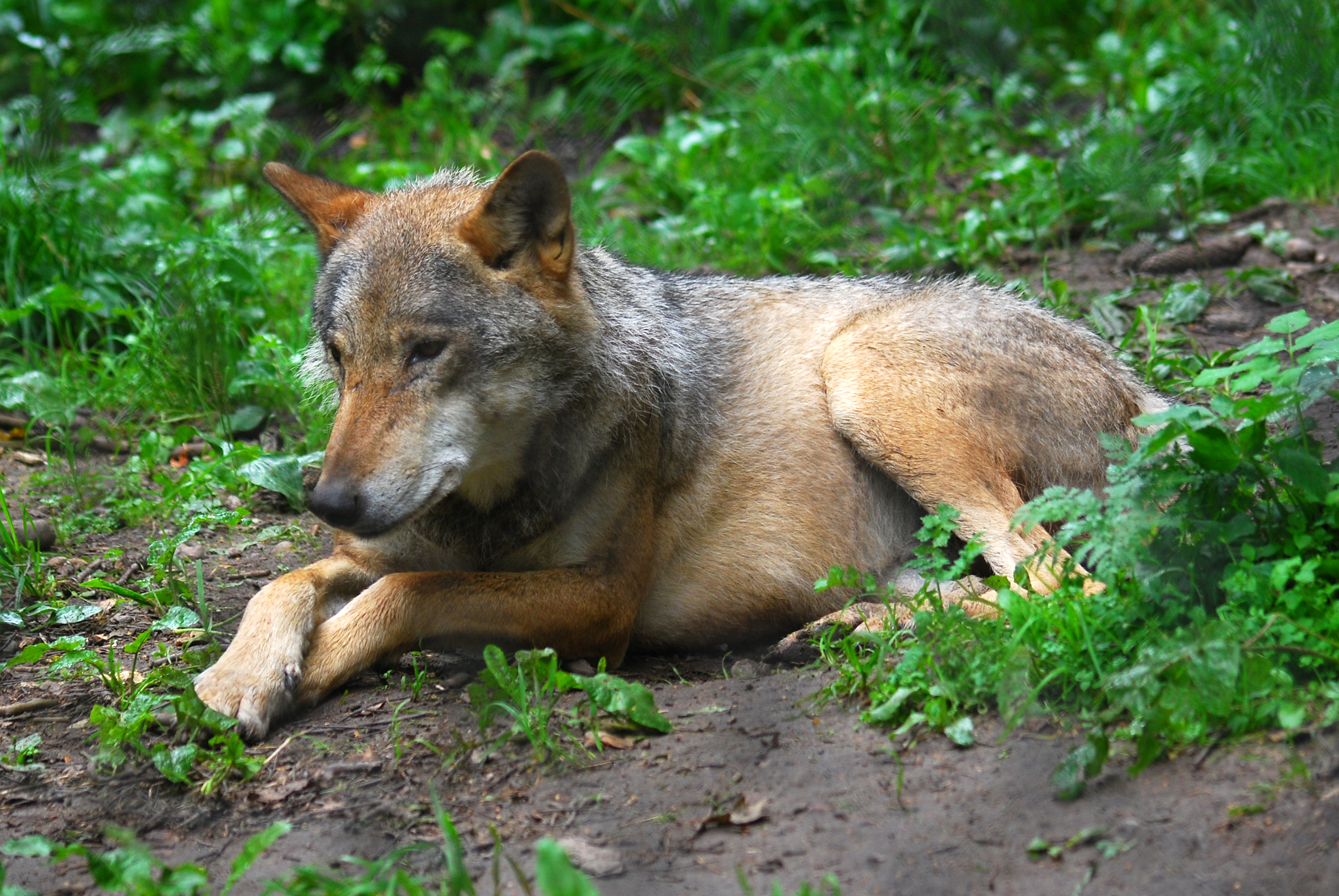
Волк

- Род Енотовидные собаки (Nyctereutes)
  - Енотовидная собака, или уссурийский енот, или мангут (Nyctereutes procyonoides)
- Род Волки и собаки (Canis)
  - Волк (Canis lupus)
    - Собака (Canis lupus familiaris)

  - Шакал, или чекалка (Canis aureus)
- Род Лисицы (Vulpes)
  - Лисица обыкновенная (Vulpes vulpes)
  - Корсак, или степная лисица (Vulpes corsac)

### СемействоКуницевые(Mustelidae)
- Род Куницы (Martes)
  - Лесная куница, или куница-желтодушка (Martes martes)
- Род Ласки и хори (Mustela)

- - Ласка (Mustela nivalis)
  - Горностай (Mustela erminea)

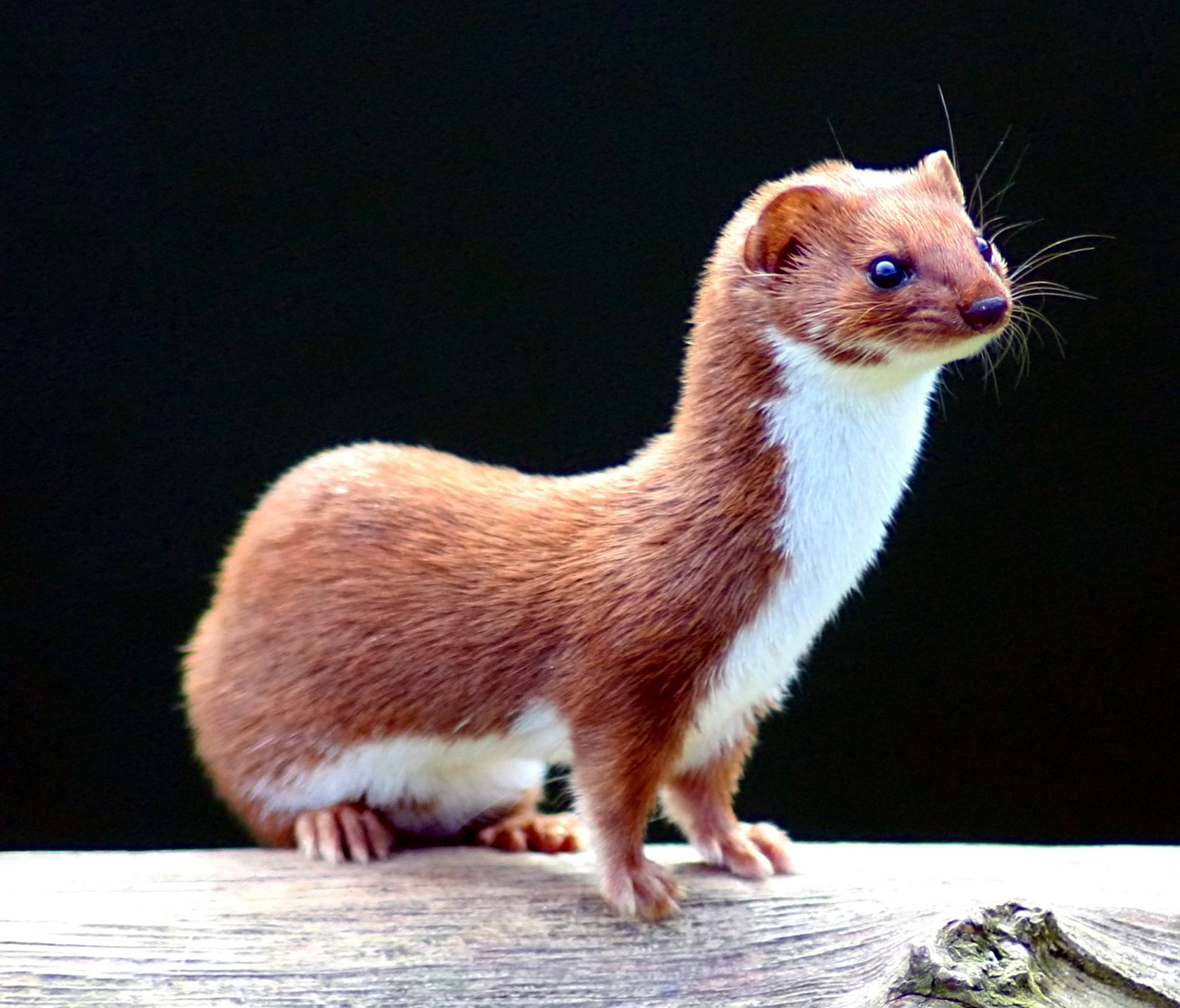
Ласка

  - Европейская норка (Mustela lutreola)
  - Лесной, или чёрный, хорь (Mustela putorius)
  - Степной, или светлый, хорь (Mustela eversmanni)
- Род Перевязки (Vormela)
  - Перевязка (Vormela peregusna)[1]
- Род Барсуки (Meles)
  - Европейский барсук (Meles meles)
- Род Выдры (Lutra)
  - Речная выдра, или порешня (Lutra lutra)

### СемействоКошачьи(Felidae)
- Род Кошки (Felis)
  - Домашняя кошка (Felis silvestris catus)
  - Степной кот, или пятнистая кошка (Felis silvestris lybica)[4]

## ОтрядНепарнокопытные(Perissodactyla)
- Семейство Лошадиные (Equidae)
  - Род Лошади (Equus)
    - Вид Дикая лошадь (Equus ferus)
      - Подвид † Тарпан (Equus ferus ferus)[5]

## ОтрядПарнокопытные(Artiodactyla)

### СемействоСвиньи(Suidae)
- Род Кабаны — Sus
  - Кабан (Sus scrofa)

### СемействоОленьи(Bovidae)
- Род Настоящие олени (Cervus)

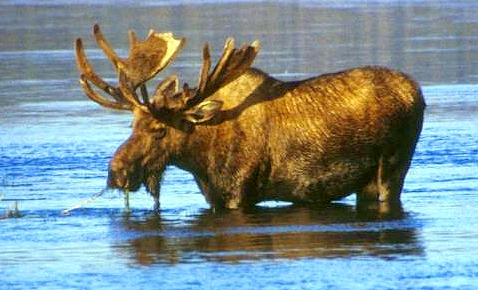
Лось

  - Благородный олень (Cervus elaphus)[6]
  - Пятнистый олень (Cervus nippon)
- Род Косули (Capreolus)
  - Европейская косуля (Capreolus capreolus)
- Род Лоси (Alces)
  - Лось (Alces alces)

### СемействоПолорогие(Cervidae)

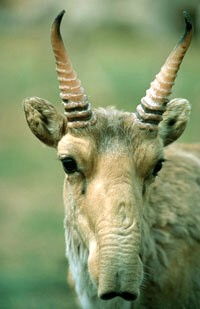
Сайгак

- Род Сайги (Saiga)
  - Сайга (Saiga tatarica)[1].